# Pohyblivá duna

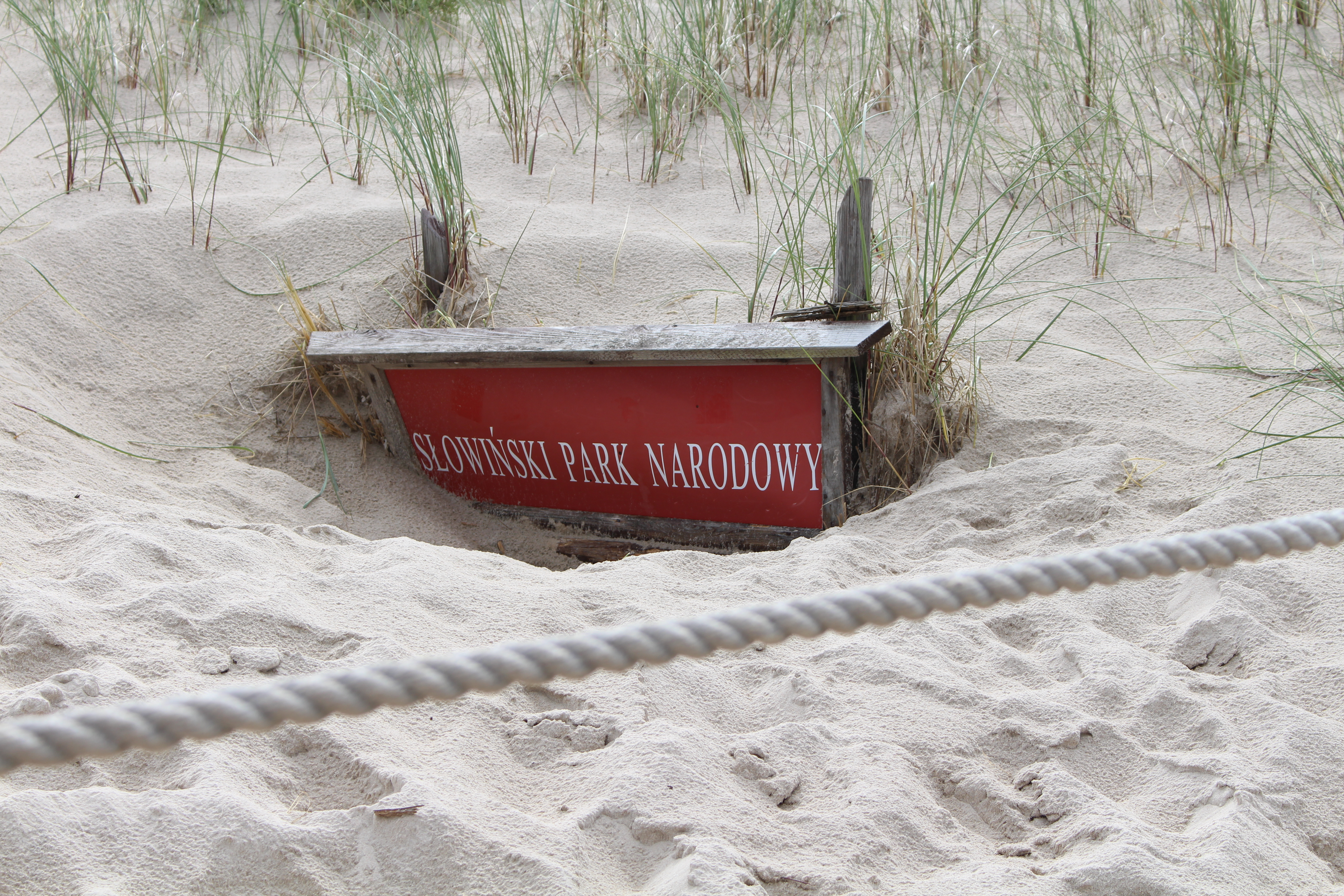
Pohyblivá duna v akci (Slovinský národní park v Polsku)

Pohyblivá duna resp. saltační duna je písečná duna s „častou“ a velkou změnou pohybu masy písku vyvolané primárně saltací (tj. pohybem částic písku vlivem působení větru a gravitace). Pohyblivé duny vznikají v místech nahromadění nestabilního písku, a to buď přirozenou formou environmentální degradace nebo nepřirozenou antropogenní činností člověka (například odlesňováním pískových lokalit). Pohyblivé duny v některých případech mohou být příčinou zániku lidských sídel, lesů atp., kde typickým příkladem je rozšiřování pouští.
Pohyblivé duny se také vyskytují i na jiných tělesech naší sluneční soustavy, kde jsou zkoumány například na planetě Mars.

## Typy pohyblivých dun
Podle proudění větru, který tlačí částice, rozdělujeme duny na několik druhů:
- parabolické - duny vznikají na území, kde se vyskytuje množství vegetace, která zpevňuje ramena přesypu a tím umožňuje vznik ramen a prohlubování vrcholu paraboly
- srpkovité (barchany) – vznikají v oblastech s dostatkem písku, typická je šikmá laminace a pomalé přesouvání. Barchany jsou typické pro písečné oblasti Sahary.
- příčné (transverzální) – převládající jeden směr větru
- podélné – utvářeny dvojicí větrů z různých stran, což má za následek jejich zarovnání do zdánlivě rovnoběžných pruhů.
- hvězdicovité – složené duny, které jsou utvářeny větším množstvím větrných proudů působících z více stran. Tyto duny dosahují značných rozměrů a výšek.
- šplhavé – duny, které jsou silou větru hnány do kopce a pohybují se tak zdánlivě proti gravitačnímu působení.

V Evropě se významné rozsáhlé pohyblivé duny vyskytují na pobřeží Baltského moře v Polsku (Slowiński park narodowy), Litvě (Kuršių Nerijos nacionalinis parkas) a Rusku (Национа́льный парк Куршская коса). Nejvyšší pohyblivou dunou v Evropě je Duna de Pyla ve francouzské Akvitánii s nadmořskou výškou cca 107 m.
V České republice je asi nejznámější malá pohyblivá duna Písečný přesyp u Vlkova (tzv. Česká Sahara).